# ورزشگاه تختی یاسوج
ورزشگاه تختی یاسوج با گنجایش ۷۰۰۰ نفر در مرکز شهر یاسوج قرار دارد.
از حواشی این ورزشگاه می‌توان به پل هوایی شهر یاسوج اشاره کرد که در کنار ورزشگاه یاسوج قرار دارد و موقع پر شدن ورزشگاه تختی، تماشاگران مشتاق شهرداری یاسوج در استان کهگیلویه و بویراحمد از پل هوایی جهت دیدن بازی استفاده میکنند که کار بسیار خطرناکی بوده و در برنامه ورزشی نود به این موضوع اشاره شده است.